# Лейбензон, Марк Львович
Марк Львович Лейбензон (1890, Херсон — 1937) — советский партийный деятель, ответственный секретарь Одесского окружного комитета КП(б)У, 1-й секретарь Запорожского и Днепропетровского горкомов КП(б)У. Член Центральной Контрольной Комиссии КП(б)У в июне 1930 — январе 1934 года. Член ЦК КП(б)У в январе 1934 — мае 1937. Репрессирован.

## Биография
Родился в еврейской семье рабочего типографии. Окончил четыре класса городского училища.
С 1902 года работал учеником на обувной фабрике, позже — машинистом. За участие в забастовке уволен с работы, почти год был безработным. Затем работал в типографии Малахова, где познакомился с революционно настроенными рабочими. Посещал подпольные кружки, «массовки». В 1909—1910 годах, по поручению кружка, организовывал связь с политзаключенными, которые сидели в тюрьме.
В 1914 году призван в российскую царскую армию. В течение шести месяцев уклонялся от призыва, но был пойман и отправлен сначала в штрафную роту, а дальше на фронт. Участник Первой мировой войны. Получил ранения, был отправлен в город Елец, где проводил в казармах революционную работу и агитацию против войны. В 1917 году демобилизован из армии, переехал в город Херсон.
Член РСДРП (б) с февраля 1917 года.
В 1917 году — секретарь Херсонской организации РСДРП(б). С октября 1917 по 1918 год — организатор красногвардейского отряда в Херсоне. С апреля 1918 года — член подпольного партийного комитета и ревкома в городе Херсоне, а также член Центрального бюро профсоюзов Херсонской губернии. Принимал активное участие в восстании и захвате власти в Херсонской губернии, организации 23-го партизанского отряда в городе Новый Буг. С 1919 года был членом Херсонского губернского комитета КП(б)У.
В 1919—1920 годах — на политической работе в Красной армии. В 1920 году служил уполномоченным чрезвычайной комиссии (ЧК) в городе Николаеве, избирался членом Николаевского губернского комитета КП(б)У и уполномоченным Николаевской губернской Контрольной комиссии.
В 1920—1922 годах — член президиума исполнительного комитета Херсонского уездного совета и заведующий Херсонского уездного отдела здравоохранения. В 1922 году — заведующий организационно-инструкторского отдела Херсонского уездного комитета КП(б)У.
В октябре 1922 — марте 1923 года — ответственный секретарь Херсонского уездного комитета КП(б)У. В марте — октябре 1923 года — ответственный секретарь Херсонского окружного комитета КП(б)У.
31 октября 1923 — 29 апреля 1924 — инструктор Одесского губернского комитета КП(б)У.
В мае 1924 — июне 1925 года — ответственный секретарь Одесского окружного комитета КП(б)У.
5 июня 1925 — май 1926 — ответственный секретарь Свердловского районного комитета КП(б)У города Одессы.
В мае 1926 — феврале 1927 — заведующий организационно-инструкторским отделом Одесского окружного комитета КП(б)У.
В апреле 1927 — мае 1928 года — ответственный секретарь Свердловского районного комитета КП(б)У города Одессы.
19 мая — 11 декабря 1928 — заместитель председателя контрольной комиссии КП(б)У города Одессы, председатель Одесской городской контрольной комиссии КП(б)У — Рабоче-крестьянской инспекции. Проводил активную борьбу с «троцкистами».
21 декабря 1928 — сентябрь 1930 года — председатель Запорожской окружной контрольной комиссии КП(б)У — Рабоче-крестьянской инспекции.
5 января 1931 — 16 октября 1932 — секретарь партийного комитета КП(б)У Объединённого строительства «Днепрогэса» (Днепростроя).
16 октября 1932 — 12 февраля 1935 — 1-й секретарь Запорожского городского комитета КП(б)У Днепропетровской области.
В феврале 1935 — июле 1937 года — 1-й секретарь Днепропетровского городского комитета КП(б)У Днепропетровской области.
В 1937 году был арестован органами НКВД. 25 августа 1937 приговорен к расстрелу. Посмертно реабилитирован.

## Награды
- орден Ленина (17.09.1932)